# Trojan
Trojan (bolgarsko Троян) je mesto v oblasti Loveč v osrednji Bolgariji. Ime mesto nosi po rimskem cesarju Trajanu. Je upravno središče istoimenske občine Trojan. Od glavnega mesta Sofije je oddaljeno približno 162 kilometrov. Skozi središče mesta teče reka Beli Osam. Popis prebivalstva leta 2021 kaže, da je bilo v Trojanu 18.449 prebivalcev. Etnična porazdelitev prebivalcev (stanje leta 2009) so etnični Bolgari (87,29 %), manjšine pa Romi (1,23 %) in Turki (1,03 %). Županja mesta je od leta 2011 Donka Mihajlova iz Bolgarske socialistične stranke.

## Zgodovina
Trojan je bil imenovan za mesto leta 1868, ko se je razvil kot obrtno središče v regiji. Po osvoboditvi počasi raste. Iskra v rasti mesta je bila nastanek male vodne elektrarne in tekstilnih tovarn. Leta 1948 je bilo mesto povezano z železnico Loveč–Levski–Svištov. Kasneje so se v mestu razvile tovarne za proizvodnjo elektromotorjev, elektrotehničnih izdelkov, gradbenih strojev, volne in pohištva.

## Narava
Regija okoli Trojana je dom treh nacionalnih rezervatov: Kozja Stena, Steneto in Severen Jendem, ki so del večjega narodnega parka Osrednji Balkan. Rezervati so bogati z zanimivimi skalnimi formacijami, slapovi in divjim življenjem. Večina zanimivih točk je turistično dostopnih.

## Kultura
Trojan je dom kulturnega in zgodovinskega mesta Trojanskega samostana. 15. avgust je dan zavetnice samostana, ko se na tisoče ljudi iz države zbere, da bi praznovali in videli edinstveno ikono Marije. Ikona je edinstvena v tem, da ima Marija tri roke iz srebra. Izvor ikone ni znan, obstaja pa veliko zgodb, od katerih nekatere vključujejo čudeže.
Mesto je znano po tradicionalnem lončarstvu, ki se je verjetno delno razvilo zaradi kakovosti lokalne glinene zemlje. Lončarstvo je bilo glavni vir dohodka lokalnih obrtnikov v času bolgarske renesanse. Zdaj ročno izdelane lončene izdelke prodajajo kot spominke turistom. Lepe primere tradicionalne keramike si lahko ogleda v mestnem muzeju, nasproti občinske stavbe.
Pomembna sta tudi Nunkijski kompleks in cerkev sv. Paraskeve, ki sta bili zgrajeni v prvi polovici 19. stoletja.
Pridelava vrhunske slivovke (rakija) je postala del lokalne kulture. V zvezi s tem mesto jeseni vsako leto prireja Praznik sliv. Slivovo žganje iz mesta Trojan je pridobilo nacionalno in mednarodno priznanje na velikih razstavah.
Uradni dan mesta Trojan je 14. oktober, dan mestne zaščitnice, svete Petke Paraskeve.

## Industrija
Trojan je dom velike tovarne generičnih zdravil Actavis  ter tovarn lahkih strojev Elma in Mašstroj. Tam je tudi tovarna vezanih plošč Welde. Druga pomembna industrija je znamenita slivova rakija, ki jo proizvaja pivovarna Vinprom-Trojan.
V Trojanu je eden največjih proizvajalcev stolov v Bolgariji – Elimex – Ivan Radevski. Je uveljavljeno podjetje z več kot 20-letnimi izkušnjami v pohištveni industriji, močno tradicijo in moderno slogovno zavestjo. Podjetje je specializirano za proizvodnjo stolov iz masivnega lesa predvsem iz hrasta, bukve, breze itd... ELIMEX je med podjetji z največjo proizvodno zmogljivostjo v Bolgariji z 10.000 stoli na mesec in edino podjetje v Bolgariji z izkušnjami in tradicije krivljenja lesenih delov za naše stole.

## Čast
Trojanski vrh na otoku Livingston v Južnih Shetlandskih otokih na Antarktiki je poimenovan po Trojanu.